# Takao (1921)
El Takao (高雄?) fue un crucero de batalla inconcluso de la Clase Amagi, cuarto y último de la serie.

## Historial
Debido a las restricciones marcadas por el Tratado Naval de Washington, la construcción del Takao para la Armada Imperial Japonesa fue detenida el 5 de febrero de 1922, tras apenas siete semanas de trabajos. El buque fue definitivamente cancelado el 31 de julio de 1922, siendo dado de baja del listado naval el 14 de abril de 1924, tras lo que se procedió a su desguace en su grada a lo largo del mismo año.